# 안티스테네스
안티스테네스(고대 그리스어: Ἀντισθένης; c. 기원전 445년-기원전 365년경)는 고대 그리스의 철학자로 소크라테스 제자 중 하나이다. 아테네에서 트라키아인 어머니에게서 태어난 것으로 전해지고 있다. 안티스테네스는 소크라테스의 열렬한 문하생이 되기 전에는 고르기아스로부터 처음 수사학을 배웠다.
소크라테스 가르침의 윤리적인 측면을 받아들여 발전시켰으며, 덕에 충실한 삶을 사는 금욕주의적인 삶을 강조했다. 후대 학자들에 의해, 키니코스 학파의 창설자로 간주되고 있다.

## 경구
안티스테네스는 다음과 같이 말했다.
| “ | 나는 내가 배고프지 않을 만큼, 목마르지 않을 만큼 가졌다. 벗지 않을 만큼 입었다. 밖에 있을 때는 저 부자 칼리아스보다도 더 떨지 않고 안락하다. 안에 있을 때는 따듯한데 왜 옷이 필요한가? | ” |